# Turning Season Within
Turning Season Within è un album del gruppo musicale doom/gothic metal Svedese dei Draconian, pubblicato il 29 febbraio 2008 per la Napalm Records.

## Tracce
1. Seasons Apart – 6:31
2. When I Wake – 5:50
3. Earthbound – 8:11
4. Not Breathing – 5:38
5. The Failure Epiphany – 6:20
6. Morphine Cloud – 7:33
7. Bloodflower – 5:32
8. The Empty Stare – 5:45
9. September Ashes – 1:11

## Formazione

### Gruppo
- Anders Jacobsson - voce
- Lisa Johansson - voce
- Johan Ericson - chitarra
- Daniel Arvidsson - chitarra
- Fredrik Johansson - basso
- Jerry Torstensson - batteria
- Andreas Karlsson - tastiere e programmazione